# Fútbol
Fútbol. Storie di calcio è una raccolta di racconti a tema calcistico scritti da Osvaldo Soriano tra il 1983 e il 1997, e pubblicata da Einaudi nel 1998.

## Contenuti
- Obdulio Varela
- Maradona sì, Galtieri no
- Don Salvatore, pianista del Colón
- In due sulla Rolls
- L'autunno del '53
- Geneviève
- Il rigore più lungo del mondo
- Orlando el Sucio
- Peregrino Fernández, el Míster
- Il figlio di Butch Cassidy
- Finale con i rossi a Ushuaia
- Gli ultimi giorni di William Brett Cassidy
- Il «pibe de oro»
- Mercedes, Negrette, milionario
- Centrofóbal
- Arístides Reynoso
- Gallardo Pérez, arbitro
- Corrotti e venduti
- Memorie del Míster Peregrino Fernández

## Edizioni
- Osvaldo Soriano, Fútbol. Storie di calcio, Einaudi, 1998,  p. 214, ISBN 88-06-14909-1.